# 盛唐公主
盛唐公主（?—?），唐朝公主，是中国唐朝第十六代皇帝唐宣宗李忱的第七女。她的生母不详，史书仅仅记载了她的封号盛唐公主。没有关于盛唐公主是否婚嫁的记载。其去世时间不详。